# Drew Weissman
Drew Weissman (* 7. září 1959 Lexington) je americký imunolog, který se podílel na vývoji RNA vakcín. Za svůj objev modifikace nukleotidů v mRNA umožňující vyvinutí mRNA vakcín proti covidu-19 obdržel spolu s Katalin Karikóovou v roce 2023 Nobelovu cenu za fyziologii a lékařství.

## Životopis
Vystudoval medicínu na Bostonské univerzitě a biochemii na Brandeis University. V National Institutes of Health se věnoval se výzkumu HIV. Nyní je ředitelem výzkumu vakcín na Pensylvánské univerzitě. V roce 2005 spolu s Katalinou Karikóovou objevil modifikace nukleotidů v mRNA, které vedly k řešení problému bouřlivé imunitní reakce. Tento objev umožnil vývoj vakcín proti covidu-19. Za tento objev oba obdrželi Nobelovu cenu za fyziologii a lékařství.